# Borgruppen
Borgruppen kallas gruppen grundämnen i periodiska systemets grupp 13. Aluminium är det vanligaste grundämnet i borgruppen och har atomnummer 13. Borgruppen består av: 
- Bor
- Aluminium
- Gallium
- Indium
- Tallium